# Rocca Priora
Rocca Priora è un comune italiano di 12 082 abitanti della città metropolitana di Roma Capitale. Ubicato nell'area dei "Colli Albani", raggiunge un'altitudine di 768 m s.l.m., che ne fa il comune più alto dei "Castelli Romani", con buona parte del territorio che ricade all'interno dei confini del parco regionale dei Castelli Romani. È la sede della comunità montana Castelli Romani e Prenestini.

## Geografia fisica

### Territorio
Si trova sul lato est dei Castelli Romani, ad sud-est di Monte Compatri, sulla cima di un colle, lungo una linea di cresta che giunge dal Monte Tuscolo, con una visuale che guarda a ovest verso la restante parte dei Colli Albani (Maschio delle Faete e Monte Cavo) e a est verso il fondovalle segnato dalla Via Casilina e dall'autostrada A1, i Monti Prenestini, parte della Valle del Sacco con una vista che arriva fino ai Monti Cantari. Con i suoi 768 metri di altitudine, Rocca Priora è il più alto comune dei Castelli Romani. A pochi km dal paese, in direzione sud, sono posti i Pratoni del Vivaro.

### Clima
Rocca Priora è il comune più freddo dei Castelli Romani. Le sue temperature differiscono molto rispetto a Roma, con circa cinque gradi di differenza in meno. L'estate è fresca e ventilata con temperature che raramente superano i 32 °C. L'inverno è freddo e lungo con temperature che spesso scendono sotto lo zero. La neve può cadere abbondante e perdurare al suolo diversi giorni. Le nevicate, tuttavia, sono diminuite rispetto al XX secolo. Le precipitazioni sono moderatamente abbondanti, con una media annuale di 1000 millimetri.
- Classificazione climatica: zona E, 2548 GR/G

## Storia
Nel luogo dove sorge l'abitato di Rocca Priora, molti storici hanno riconosciuto il sito dell'antico centro latino di Corbium, che Coriolano occupò nella sua marcia su Roma (486 a.C.). Nel III secolo, dopo la scomparsa della città, vi si insediò una villa romana.
Il nome di Rocca Priora deriva da quello medioevale di "Perjura". Secondo la Cronaca Sublacense, infatti, alla fine dell'XI secolo sorgeva sulla cima del colle un piccolo nucleo abitato, il Castrum Arcis Perjuriae, che Agapito, dei Conti di Tuscolo, avrebbe dato alla figlia. Questo documento ci consente peraltro di asserire che il "Castello", come del resto quelli vicini di Rocca di Papa e Molara, fosse fra i possedimenti dei Conti Tuscolani. Solo in seguito, dopo la distruzione di Tuscolo nel 1191, passò sotto il controllo degli Annibaldi, anche se, analogamente a quanto accadde nei vicini centri di Monte Porzio Catone e Monte Compatri, vi trovarono rifugio i profughi provenienti da Tuscolo.
Un tenimentum Rocce Perjurie lo troviamo indicato nel 1252 in un atto divisionario di beni tra i fratelli Colonna. Nel 1269 è già indicato con il nome di "Rocca Priora" nell'elenco dei beni del Convento di Palazzolo. In questo periodo doveva già essere sotto il controllo degli Annibaldi, anche se la prima notizia certa della loro signoria su questo castello si ha nella memoria di un Leone di Riccardo, de Rocca Perjura, proprio della famiglia degli Annibaldi. A questa famiglia nel 1347 papa Clemente VI indirizzò, come ad altri nobili romani, la celebre lettera per avere il loro appoggio contro Cola di Rienzo. Appare nell'elenco delle terre della Provincia romana soggette al Comune di Roma per la tassa del sale, per un consumo di 10 rubbie di sale a semestre: il castello quindi, al pari di Frascati e Monte Compatri, doveva essere abbastanza popolato.
Nel 1382 il castello passò ai Savelli ai quali restò fino a tutto il XVI secolo. Nella guerra di repressione del 1436, condotta dal Cardinal Vitelleschi alleato del papa Eugenio IV contro i baroni romani avversi al Pontefice, le milizie papali se ne impossessarono e venne concesso in vicariato al condottiero Simonetto di Castel Piero. Nel 1447 papa Niccolò V lo restituì ai Savelli. Papa Alessandro VI destinò il castello a suo figlio Giovanni Borgia, ma alla morte del papa (1503) i Savelli lo recuperarono.
Secondo alcuni Rocca Priora fu completamente distrutta dalle milizie pontificie condotte da Renzo da Ceri, nel conflitto tra papa Clemente VII e i Colonna. Secondo altri invece fu distrutta dalle milizie imperiali che, saccheggiata Roma nel 1527, si recavano nel napoletano.
Nel 1538 era presente nell'elenco delle comunità del Patrimonium Petri che versavano tributi alla Camera Apostolica. Nel 1547 fu emesso lo "Statuto" di Rocca Priora, del quale si conservano ancora le rubriche. Papa Sisto V l'assegnò nuovamente ai Savelli, ai quali concede di elevare il castello a marchesato. La famiglia dei Savelli intervenne al momento dell'insediamento con numerose opere edilizie di ampliamento e ristrutturazione fino a quando, causa una grave crisi economica, i beni furono rilevati, il 3 dicembre 1596, dalla Camera Apostolica.
Nel 1597 la Camera Apostolica dispone che il feudo venga dato in locazione al miglior offerente, e nello stesso anno l'appalto viene vinto da Domenico de Cavalieri, considerato il primo affittuario camerale.
Nel 1605, a pochi mesi dalla propria elezione, il pontefice Paolo V della famiglia Borghese si reca in visita al castello di Rocca Priora, dove la popolazione e le autorità gli riservano un'accoglienza straordinaria. A ricordo di quell'evento la comunità pose una lapide dedicatoria sulla facciata del palazzo in cui venne ospitato.
Nei secoli successivi, la gestione del feudo roccapriorese passerà sotto la mano di diversi affittuari: dal già citato Domenico de Cavalieri, passando per Lelio Petroni fino a Francesco Ravenna. Tutti con l'intento di sfruttare le risorse naturali che offriva la rocca, tra cui il commercio della neve e del legname.
Nei primi anni del Settecento, Rocca Priora come tutti i Castelli Romani, a causa del terremoto del 1703 ed in seguito ai rigidi inverni (il più noto è l'inverno 1709), subisce un notevole decremento demografico.
Negli anni successivi, per incentivare il ripopolamento e la conseguente ripresa delle attività produttive, la Camera Apostolica attuò una politica di concessione territoriale a chi si fosse trasferito in quelle terre. È riscontrato in quel periodo un notevole flusso immigratorio proveniente da diverse zone della penisola italiana.
A causa della politica neutrale dello Stato Pontificio si documenta per tutto il Settecento, il passaggio di truppe straniere dirette verso il Regno di Napoli. Le singole comunità furono conseguentemente obbligate a sostenerle durante i vari accampamenti effettuate nelle campagne circostanti.
Rocca Priora vivrà tra il 1797 e il 1798 i fermenti delle idee repubblicane portate da Napoleone nella costituzione della prima Repubblica romana, e a cui i singoli borghi dei Castelli Romani si ispireranno per la nascita delle repubbliche sorelle.
Ritornata nella disponibilità della Camera Apostolica, questa la tenne fino ai primi anni del XIX secolo, quando nel 1806 fu venduta con il suo territorio, in parte a Luciano Bonaparte, in parte alla famiglia Rospigliosi, che ne mantenne il controllo fino nel 1870, anno in cui si costituì in Comune.

### La frazione Colle di Fuori
La frazione Colle di Fuori nacque intorno all'anno 1860 da cittadini provenienti da Capranica Prenestina. Nei primi anni del Novecento vi fu eretta una scuola in muratura, su interessamento di un gruppo di intellettuali fondatori dell'Ente Scuola per i contadini per l'Agro Romano e Agro Pontino. Tra loro troviamo Giovanni Cena (Montanaro, 1870 - Roma, 1917), intellettuale e scrittore piemontese di origine contadina. Il Cena, trasferitosi nel 1904 a Roma, si dedicò all’istruzione delle masse povere inaugurando un programma di scuole popolari, arrivando già nel 1910 a fondare settanta scuole per contadini, tra cui nel 1912 quella di Colle di Fuori. L’edificio fu progettato da Alessandro Marcucci, che ne diresse i lavori, mentre l’artista Duilio Cambellotti dipinse, per la scuoletta, sei splendide tavole oggi conservate nel Museo della Didattica della Terza Università di Roma.
Nel 1904 nacque anche un sodalizio tra Giovanni Cena e il dottor Angelo Celli, il fondatore della 'Società per gli studi contro la malaria', e iniziarono a battersi per il risanamento e l'alfabetizzazione dell'Agro Romano e delle paludi pontine, insieme ad un piccolo gruppo di studiosi fra cui Angelo Celli, Anna Celli, Duilio Cambellotti, Alessandro Marcucci e Sibilla Aleramo.

## Monumenti e luoghi d'interesse

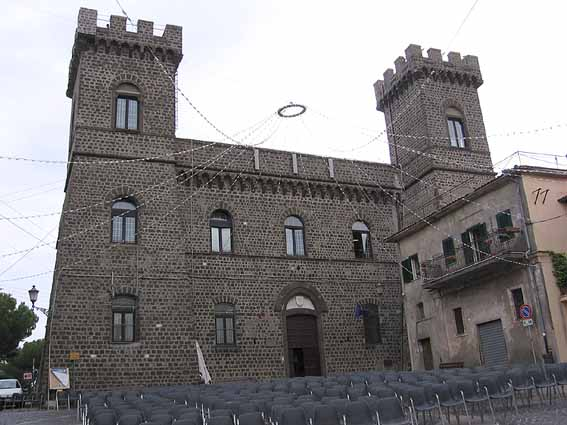
Castello

### Architetture religiose
- Chiesa di Santa Maria Assunta in Cielo
- Santuario della Madonna della Neve

### Architetture civili
- Palazzo Savelli

### Altro
- Arco ogivale con stemma dei Savelli
- Contrafforti medievali in via Monsignor Giacci
- Monumento ai Caduti

### Aree naturali
- Parco regionale dei Castelli Romani

## Società

### Evoluzione demografica
Abitanti censiti

### Tradizioni e folclore
Nel comune di Rocca Priora, si svolge a gennaio la festa di Sant'Antonio Abate, una festa in onore del Santo protettore degli animali durante la quale c'è la benedizione degli animali che sfilano in carri allegorici realizzati prevalentemente in legno decorati con frutta e pane. Molto sentita è anche la festa del patrono, S. Rocco, che cade il 16 agosto.
Troviamo anche la festa di San Biagio vescovo e martire, che liberò Rocca Priora dalla peste.
In agosto si tiene la festa della Madonna della Neve, e durante la processione si spara neve finta dai bordi della strada, ricordando il celebre giorno in cui la Madonna fece nevicare su Rocca Priora è arricchì la popolazione.
Un'altra festa è quella del narciso, a maggio.

## Cultura

### Istruzione
Biblioteca
biblioteca comunale Luigi Porcari

#### Musei
Museo Benedetto Robazza
Inaugurato il 28 aprile 2018, il Museo ospita alcune delle opere del Maestro Robazza, che egli ha generosamente deciso di donare al Comune. Tra queste spicca la presenza del fregio in bronzo dorato costituito da diciotto pannelli di 70x80 cm realizzati nel 1994, interamente dedicato ad illustrare le vicende di tutti e trentaquattro i canti dell'Inferno Dantesco. Il fregio, in alto rilievo, risulta di particolare interesse per il vivido realismo scultoreo e per la capacità con cui l'artista è stato in grado di restituire anche la psicologia dei personaggi rappresentati. Da questo fregio poi l'artista ne ha successivamente ricavato una versione in marmo resinato più grande, di diciotto pannelli di 2x2,50 m, pensati sin dall'inizio per un'esposizione esterna. L'opera in questione venne presentata per la prima volta nel 1995 da Vittorio Sgarbi presso il cortile di Palazzo Brunelleschi a Firenze, per giungere poi in Cina, e tornare in Italia dove presso il cortile del Museo Roccapriorese è oggi ospitato.
Polo culturale Monsignor Francesco Giacci

## Amministrazione
| Periodo        | Periodo        | Primo cittadino      | Partito                          | Carica      | Note |
| -------------- | -------------- | -------------------- | -------------------------------- | ----------- | ---- |
| 10 giugno 2024 | In carica      | Claudio Fatelli      | Lista civica                     | Sindaco     |      |
| 13 giugno 1999 | 13 maggio 2001 | Giuseppe Giovannetti | L'Ulivo                          | Sindaco     |      |
| 13 maggio 2001 | 30 maggio 2006 | Adriano Coletta      | Casa delle Libertà               | Sindaco     |      |
| 30 maggio 2006 | 22 maggio 2008 | Franco Spoto         | Casa delle Libertà               | Sindaco     |      |
| 23 maggio 2008 | 7 giugno 2009  | Riccardo Lupo        |                                  | Comm. pref. |      |
| 8 giugno 2009  | 25 maggio 2014 | Damiano Pucci        | Unione di Centro                 | Sindaco     |      |
| 25 maggio 2014 | 25 maggio 2019 | Damiano Pucci        | Unione di Centro                 | Sindaco     |      |
| 26 maggio 2019 | in carica      | Anna Gentili         | Lista civica: Siamo Rocca Priora | Sindaco     |      |

### Gemellaggi
- Sohland an der Spree
- Maratea
- Città del Guatemala
- Zacapa

## Sport
Calcio
- Rocca Priora (RDP) Calcio

### Atletica leggera
- Atletica Rocca Priora.[12]

## Infrastrutture e trasporti

### Strade
- SP72/a Anagnina: dal km 27,8 della SP215 Tuscolana al km 7,5 della SP216 Maremmana III (3,0 km)
- SP5/e Fontana Chiusa: dal km 2,9 della SP216 Maremmana III alla SP50/a6 di Montagna Spaccata (2,7 km)
- SP50/a6 della Montagna Spaccata: Rocca Priora (1,7 km)
- SP32/a Rocca Priora – Colle di Fuori: Rocca Priora - San Cesareo (5,5 km)
- SP15/c Rocca Priora – Via Latina: dal km 30,0 della SP215 Tuscolana all'abitato di Rocca Priora (1,7 km)
- SP58/b Carchitti: Rocca Priora - Carchitti (7,6 km)
- SP215 Tuscolana: Roma - Artena (18,6 km)
- SP18/c Via dei Laghi – Vivaro – Via Latina: Velletri - Rocca Priora (8,1 km)

## Altre informazioni amministrative
- Fa parte della Comunità montana Castelli Romani e Prenestini

## Sport

### Calcio
- A.S.D. Rocca Priora RdP Calcio (colori sociali Rosso Blu) che, nel campionato 2022-23, milita nel campionato maschile di Promozione.[13]